# Old Town Road
Az Old Town Road 2018. december 3-án megjelent kislemez, amelyet Lil Nas X amerikai rapper ad elő. Több átdolgozott változata is készült, a legjelentősebb a 2019. április 5-én megjelent remix Billy Ray Cyrus közreműködésével. A dal a TikTok videómegosztón vált népszerűvé, és ezek után Nas X a Columbia Recordshoz szerződött. A kislemez bekerült Lil Nas X debütáló EP-jébe, a június 21-én megjelent 7-be.
2019 márciusában a dal 19. helyen debütált a Billboard Hot Country Songs listáján, azonban a magazin kizárta a listából, mivel a dal hangzása nem illett a country stílusához, ezzel vitát kezdeményezve a műfaj meghatározásáról. A dal ezek után a Hot 100 élére került, ahol rekordot döntött 19 egymást követő hetével a listavezető pozícióban, mint a legtöbb hétig vezető dal. A rekordot 2024-ben beállította a Shaboozey A Bar Song (Tipsy)-je. Más nemzeti slágerlistákon is az élre került, a Mahasz Stream Top 40 listáján tíz hétig állt az első helyen.

## Háttér
A country rap és alműfaja, a „country trap” Young Thug 2017-es Beautiful Thugger Girls mixtape-je után vált igazán ismertté. Lil Nas X Young Thugot a country trap úttörőjeként citálta. 2018 májusában Lil Tracy és Lil Uzi Vert újra a divatba hozta az irányzatot a Like a Farmer egyik átdolgozott country rap változatával.
2018-ban Lil Nas X elhagyta a főiskolát, hogy zenekarrierjére tudjon koncentrálni, de szülei ezt nem akarták. Ezek után nővéréhez költözött, és azzal töltötte az idejét, hogy az Interneten próbálta népszerűsíteni a zenéjét, miközben átlagosan három órát aludt éjjelente. Igen stresszes időszakában kezdte írni az Old Town Road-ot. Lil Nas X elmondása szerint a dal refrénje („can't nobody tell me nothing”) a rapper szüleinek és nővérének csalódottságát ihlette.
YoungKio holland producer végezte a produceri munkákat egy évvel a dal kiadása előtt, és feltöltötte online áruházára eladásra. Végül Lil Nas X 30 dollárért megvette a beatet, de mivel a vásárlások az online áruházában névtelenül történtek, YoungKio egészen addig nem tudta, hogy a dalt Lil Nas X megvette, amíg egy 2018. decemberi Instagram-mémben nem látta.

## Kompozíció
Az Old Town Road a nyilvánosság szerint a country rap, country, trap, valamint a déli hiphop irányzata felé hajlik. Lil Nas X szerint a dal műfaja „country trap”. A producer, YoungKio a Nine Inch Nails 34 Ghosts IV című trackjéről vett mintákat, a Ghosts I-IV stúdióalbumukról. A dalban bendzsó, trap-stílusú Roland TR-808 dobgéppel játszott beatek, valamint basszusgitár hallható. Sokan hasonlónak tartják Lil Tracy 2018-as Like a Farmer dalához, amelyet később Lil Uzi Vert átdolgozott. A dal B mollban íródott, akkordmenete G♯7–Badd9-F♯sus4-E6, és 68-as percenkénti leütésszámmal rendelkezik.

## Megjelenés és népszerűsítés
Az Old Town Road úgy lett megjelentetve 2018. december 3-án, hogy Lil Nas X, vagy a dal bármelyik más közreműködőjének egyik zenei albumába sem tartozott bele. Ekkor volt a „Yeehaw Agenda” mém, egy, a cowboy divat és kultúra kisajátítására irányuló mozgalom fénykora. Danny Kang, a feltörekvő countryénekes Mason Ramsey menedzsere azt javasolta a Rolling Stone-nak, hogy Lil Nas X a country műfaj alatt listázza a zenéjét a SoundCloud on és az iTunes-on, mivel egyszerűbb lesz elérni a country-slágerlisták élét, mint az éppen domináló hip-hop listákét. Lil Nas X ezután mémeket kezdett létrehozni, hogy népszerűsítse az Old Town Road-ot, mielőtt ez még megtörtént volna a TikTok alkalmazáson. A dal első zenei videóklipje teljes egészében a 2018-ban megjelent western akció-kalandjáték, a Red Dead Redemptions 2-ből kiszedett részletekből áll.
2018 decemberének vége táján az Old Town Road is a „Yeehaw Challenge” részesévé vált a TikTokon, ahová számos felhasználó rakott fel rövid videókat, amelyek a dalt tartalmazzák. A kihívás népszerűsége hozzásegítette a dalt, hogy a Billboard Hot 100-as listáján is megjelenjen: a slágerlista 83. helyén debütált, ahol végül a listavezető pozíciót is elérte. A dal népszerűsége olyan gyorsan nőtt, hogy a rádióállomásoknak le kellett töltenie a dal hangi videóját a YouTube-ról. 2019. március 22-én, a dal sikerét követően Lil Nas X a Columbia Records lemezkiadóhoz szerződött, amely által a kislemez a mai napig eladó.

## Közreműködők
Az adatok a Tidalról származnak.
- Lil Nas X – elsődleges vokál
- YoungKio – producer
- Trent Reznor – produkció
- Atticus Ross – produkció
- Cinco – felvételi asszisztens

## Helyezések
| Kislemezlista (2019)                                 | Legjobb helyezés |
| ---------------------------------------------------- | ---------------- |
| Ausztrália (ARIA)                                    | 1                |
| Ausztria (Ö3 Austria Top 40)                         | 1                |
| Belgium (Ultratop Flandria)                          | 1                |
| Belgium (Ultratop Vallónia)                          | 1                |
| Brazília (Crowley Charts)                            | 67               |
| Csehország (Rádio Top 100)                           | 82               |
| Csehország (Singles Digitál Top 100)                 | 2                |
| Dánia (Tracklisten)                                  | 1                |
| Egyesült Államok (Billboard Hot 100)                 | 1                |
| Egyesült Államok – Adult Top 40 (Billboard)          | 31               |
| Egyesült Államok – Country Airplay (Billboard)       | 50               |
| Egyesült Államok – Hot Country Songs (Billboard)     | 19               |
| Egyesült Államok – Hot R&B/Hip-Hop Songs (Billboard) | 1                |
| Egyesült Államok – Mainstream Top 40 (Billboard)     | 30               |
| Egyesült Államok – Rhythmic (Billboard)              | 23               |
| Egyesült Államok (Rolling Stone Top 100)             | 1                |
| Egyesült Királyság (Official Charts Company)         | 1                |
| Egyesült Királyság – R&B (Official Charts Company)   | 1                |
| Finnország – (Suomen virallinen lista)               | 6                |
| Franciaország (SNEP)                                 | 1                |
| Görögország – (IFPI Greece)                          | 4                |
| Hollandia (Dutch Top 40)                             | 5                |
| Hollandia (Single Top 100)                           | 1                |
| Írország (IRMA)                                      | 1                |
| Izrael (Media Forest)                                | 6                |
| Kanada (Canadian Hot 100)                            | 14               |
| Kína – China Airplay/FL (Billboard)                  | 1                |
| Lengyelország (Polish Airplay Top 100)               | 8                |
| Magyarország (Single Top 40)                         | 1                |
| Magyarország (Stream Top 40)                         | 1                |
| Németország (Media Control)                          | 1                |
| Norvégia (VG-lista)                                  | 1                |
| Portugália (AFP)                                     | 1                |
| Skócia (Official Charts Company)                     | 1                |
| Spanyolország (PROMUSICAE)                           | 62               |
| Svájc (Schweizer Hitparade)                          | 1                |
| Svédország (Sverigetopplistan)                       | 2                |
| Szlovákia (Singles Digitál Top 100)                  | 2                |
| Új-Zéland (RMNZ)                                     | 1                |

## Billy Ray Cyrus-remix
Az Old Town Road (Remix) – amelyben közreműködik Billy Ray Cyrus amerikai countryénekes – az első közzétett hivatalos átdolgozott változata volt az Old Town Road-nak. A Columbia Records által került kiadásra 2019. április 5-én. A remix annak érdekében készült, hogy a dalt hivatalosan is countryzenének minősítsék. Ez a változat az eredetivel együtt szerepel Lil Nas X 7 középlemezében.

### Háttér
2018 decemberében, egy nappal a hivatalos verzió megjelenése után Lil Nas X kitweetelte, hogy szeretné Cyrust, hogy közreműködjön a dalban.
Cyrus pozitív választ adott a hivatalos változatra. Azt is megemlítette, hogy talán még köze is van a dalhoz, mivel kiskorában az Old Town Bridge-en (a helyet a dal címével keverve), a Kentucky államban található Argillite-ban játszott. Mikor a Billboard eltávolította a dalt a Hot Country Songs listájáról, Cyrust ez meglepte, és kiállt Lil Nas X mellett. A remix 18 egymást követő héten át vezette a Hot 100-at, amely által ez lett Cyrus legjobb helyezése a listán, utolérve az eddigi 4. helyezését az Achy Breaky Heart dalával még 1992-ből.

### Közreműködők
Az adatok a Tidalról származnak.
- Lil Nas X – elsődleges vokál
- Billy Ray Cyrus – közreműködő előadó
- Jocelyn „Jozzy” Donald – háttérvokál
- YoungKio – producer
- Trent Reznor – produkció
- Atticus Ross – produkció
- Andrew „VoxGod” Bolooki – vokálproducer
- Joe Grasso – asszisztens
- Cinco – felvételi asszisztens
- Eric Lagg – irányító asszisztens

### Helyezések

#### Heti slágerlisták
| Kislemezlista (2019)                                  | Legjobb helyezés |
| ----------------------------------------------------- | ---------------- |
| Argentína (Argentina Hot 100)                         | 77               |
| Belgium (Ultratop Flandria)                           | 1                |
| Belgium (Ultratop Vallónia)                           | 1                |
| Csehország (Singles Digitál Top 100)                  | 3                |
| Dánia (Tracklisten)                                   | 2                |
| Egyesült Államok (Billboard Hot 100)                  | 1                |
| Egyesült Államok – Adult Top 40 (Billboard)           | 16               |
| Egyesült Államok – Country Airplay (Billboard)        | 50               |
| Egyesült Államok – Dance Club Songs (Billboard)       | 34               |
| Egyesült Államok – Dance/Mix Show Airplay (Billboard) | 1                |
| Egyesült Államok – Hot R&B/Hip-Hop Songs (Billboard)  | 1                |
| Egyesült Államok – Mainstream Top 40 (Billboard)      | 3                |
| Egyesült Államok – Rhythmic (Billboard)               | 1                |
| Finnország – (Suomen virallinen lista)                | 5                |
| Független Államok Közössége (Tophit)                  | 21               |
| Görögország – (IFPI Greece)                           | 3                |
| Hollandia (Dutch Top 40)                              | 5                |
| Hollandia (Single Top 100)                            | 1                |
| Izrael (Media Forest)                                 | 4                |
| Kanada (Canadian Hot 100)                             | 1                |
| Kolumbia (National-Report)                            | 48               |
| Malajzia (RIM)                                        | 11               |
| Mexikó – Mexico Ingles Airplay (Billboard)            | 1                |
| Norvégia (VG-lista)                                   | 15               |
| Olaszország (FIMI)                                    | 3                |
| Oroszország – Russia Airplay (Tophit)                 | 25               |
| Románia (Airplay 100)                                 | 4                |
| Spanyolország (PROMUSICAE)                            | 65               |
| Szingapúr (RIAS)                                      | 12               |
| Szlovákia (Rádio Top 100)                             | 60               |
| Szlovákia (Singles Digitál Top 100)                   | 2                |
| Új-Zéland (RMNZ)                                      | 1                |

#### Havi slágerlisták
| Kislemezlista (2019)                     | Legjobb helyezés |
| ---------------------------------------- | ---------------- |
| Brazília – Streaming (Pro-Música Brasil) | 2                |

## Young Thug és Mason Ramsey-remix
Az Old Town Road harmadik hivatalos átdolgozott változata (a Diplo által 2019 áprilisában átdolgozott hivatalos remix után) 2019. július 12-én jelent meg. Billy Ray Cyrus vendégfelbukkanása megmaradt, viszont a közreműködők közé felkerült Young Thug amerikai rapper, valamint Mason Ramsey amerikai countryénekes is. A remix annak érdekében készült, hogy az Old Town Road-ot minél tovább a Billboard Hot 100-as listájának élén tartsák, hogy az majd utolérje a rekordtartó One Sweet Day-t Mariah Carey-től és a Boyz II Men-től, és a Despacitót Luis Fonsitól és Daddy Yankee-től: ez így is történt.

### Háttér
2019. április 9-én Lil Nas X és Young Thug bejelentette, hogy az Old Town Road-nak egy harmadik átdolgozott változata is fog érkezni, amelyben Young Thug közreműködik. Lil Nas X július 11-én megjelentette a remix borítóját, és bejelentette, hogy maga a remix néhány órán belül hallgatható lesz.

### Számlista
| 1. | Old Town Road (Remix) (közreműködik Billy Ray Cyrus, Young Thug és Mason Ramsey) | 2:51 |
| 2. | Old Town Road (Remix) (közreműködik Billy Ray Cyrus)                             | 2:37 |

| B-oldal | B-oldal                                                           | B-oldal | B-oldal | B-oldal | B-oldal | B-oldal | B-oldal | B-oldal | B-oldal |
| #       | Cím                                                               | Hossz   |         |         |         |         |         |         |         |
| ------- | ----------------------------------------------------------------- | ------- | ------- | ------- | ------- | ------- | ------- | ------- | ------- |
| 1.      | Old Town Road                                                     | 1:53    |         |         |         |         |         |         |         |
| 2.      | Old Town Road (Remix) (Billy Ray Cyrus és Diplo közreműködésével) |         |         |         |         |         |         |         |         |
| 10:45   |                                                                   |         |         |         |         |         |         |         |         |

### Közreműködők
Az adatok a Tidalról származnak.
- Lil Nas X – elsődleges vokál
- Billy Ray Cyrus – közreműködő előadó
- Young Thug – közreműködő előadó, remixer
- Mason Ramsey – közreműködő előadó
- Jocelyn "Jozzy" Donald – háttérvokál
- YoungKio – producer
- Trent Reznor – produkció
- Atticus Ross – produkció
- Andrew "VoxGod" Bolooki – vokálproducer
- Alex Tumay – vokálproducer
- Joey Moi – vokálproducer
- Joe Grasso – asszisztens
- Cinco – felvételi asszisztens
- A 'Bainz' – felvételi asszisztens
- Shaan Singh – felvételi asszisztens
- Eric Lagg – irányító asszisztens

## Más átdolgozott változatok

### Diplo-remix
A dal második hivatalos átdolgozott változata, az Old Town Road (Diplo-remix) 2019. április 29-én jelent meg, amelyben Diplo amerikai DJ végzett produceri munkát. A The Boot nevű countryzenével foglalkozó weboldal „a remix remixének” nevezte ezt a verziót, mivel Billy Ray Cyrus vokálja továbbra is benne maradt.
Diplo már korábban is csinált country stílusú zenét, még Thomas Wesley néven. A Stagecoach Fesztiválon is fellépett ezzel a változattal, és meglepő módon még Lil Nas X és Cyrus is megjelent. Épp mielőtt a két előadó megjelent volna, Diplo kijelentette, hogy az Old Town Road szerinte is country stílusú.

#### Helyezések
| Kislemezlista (2019) | Legjobb helyezés |
| -------------------- | ---------------- |
| Új-Zéland (RMNZ)     | 24               |

### RM-remix
A dal negyedik hivatalos átdolgozott változata, a Seoul Town Road (Old Town Road-remix) július 24-én jelent meg, amelyben közreműködik a BTS fiúegyüttes rappere, RM. Lil Nas X bejelentette, hogy ez volt az utolsó átdolgozott változata a dalnak. Ez az egyetlen változat, amelyben nem szerepel Cyrus.

### Cupcakke-remix
Cupcakke amerikai rapper megjelentette a dal egy nem hivatalos átdolgozott változatát „Old Town Hoe” néven 2019. április 17-én. Az „I'm gonna ride 'til I can't no more” sor ebben a verzióban szexuális értelemben van kifejezve. Lil Nas X pozitívan reagált a remixre.

## Minősítések
| Ország (Szervezet)           | Minősítés          | Példányszám |
| ---------------------------- | ------------------ | ----------- |
| Ausztrália (ARIA)            | 14× Platinalemez   | 980 000     |
| Ausztria (IFPI Austria)      | 3× Platinalemez    | 90 000      |
| Belgium (BEA)                | 4× Platinalemez    | 160 000     |
| Brazíia (Pro-Música Brasil)  | 3× Gyémántlemez    | 480 000     |
| Dánia (IFPI Danmark)         | 2× Platinalemez    | 180 000     |
| Egyesült Államok (RIAA)      | 15× Platinalemez   | 15 000 000  |
| Egyesült Királyság (BPI)     | 4× Platinalemez    | 2 400 000   |
| Franciaország (SNEP)         | Gyémántlemez       | 333 333     |
| Hollandia (NVPI)             | 3× Platinalemez    | 240 000     |
| Kanada (Music Canada)        | Gyémántlemez       | 800 000     |
| Lengyelország (ZPAV)         | Gyémántlemez       | 100 000     |
| Mexikó (AMPROFON)            | Gyémánt+Aranylemez | 330 000     |
| Németország (BVMI)           | Platinalemez       | 400 000     |
| Norvégia (IFPI Norway)       | 2× Platinalemez    | 120 000     |
| Norvégia (IFPI Norway) Remix | 2× Platinalemez    | 120 000     |
| Olaszország (FIMI)           | 2× Platinalemez    | 100 000     |
| Portugália (AFP)             | 4× Platinalemez    | 40 000      |
| Spanyolország (PROMUSICAE)   | Aranylemez         | 20 000      |
| Svájc (IFPI Switzerland)     | 5× Platinalemez    | 100 000     |
| Új-Zéland (RMNZ)             | 4× Platinalemez    | 120 000     |
| Streaming                    |                    |             |
| Svédország (GLF)             | 2× Platinalemez    | 16 000 000  |
| Összesítéslisták             |                    |             |
| Világszerte                  | —                  | 18 400 000  |

| Ország (Szervezet)          | Minősítés    | Példányszám |
| --------------------------- | ------------ | ----------- |
| Brazíia (Pro-Música Brasil) | Platinalemez | 40 000      |

## Fordítás
- Ez a szócikk részben vagy egészben  az   Old Town Road című angol Wikipédia-szócikk fordításán alapul.  Az eredeti cikk szerkesztőit annak laptörténete sorolja fel. Ez a jelzés csupán a megfogalmazás eredetét és a szerzői jogokat jelzi, nem szolgál a cikkben szereplő információk forrásmegjelöléseként.